# Monika Soćko
Monika Soćko (nascuda Bobrowska, a Varsòvia el 24 de març de 1978), és una jugadora d'escacs polonesa, que té el títol de Gran Mestre des de 2008. Està casada amb el GM polonès Bartosz Soćko.
A la llista d'Elo de la FIDE del gener de 2022, hi tenia un Elo de 2393 punts, cosa que en feia la jugadora número 3 femenina (en actiu) de Polònia, i la 62a millor jugadora al rànquing mundial femení. El seu màxim Elo va ser de 2505 punts, a la llista d'abril de 2008 (posició 728 al rànquing mundial).

## Resultats destacats en competició
Ha guanyat el Campionat del Polònia femení quatre cops (1995, 2004, 2008 i 2010).
El 1996 guanyà el Campionat d'Europa femení Sub-18. El 2004, guanyà el Torneig Acropolis femení, un resultat que repetiria també el 2005. El 2007, Soćko va guanyar un torneig internacional a Bakú, per davant de la Campiona del món Antoaneta Stéfanova. El 2009 va guanyar l'Arctic Chess Challenge a Tromsø, malgrat que era la jugadora número 16 del torneig per Elo. El març de 2010 va guanyar la medalla de bronze al Campionat d'Europa femení després de vèncer Yelena Dembo i Marie Sebag als desempats (la campiona fou Pia Cramling).
L'estiu de 2013 empatà al segon lloc al campionat d'Europa femení a Budapest, amb 8/11 punts, amb Salome Melia, Lilit Mkertxian, Viktorija Cmilyte, Bela Khotenashvili i Aleksandra Kosteniuk (la campiona fou Hoang Thanh Trang) A finals del 2013 va jugar el Campionat d'Europa per equips al primer tauler de la selecció polonesa. Hi va puntuar 5/9 i l'equip polonès va guanyar la medalla de bronze.
Els anys 2013 i 2014 guanyà novament, de forma consecutiva, el campionat femení de Polònia.
El 2016 a Poznań de nou guanyà el Campionat de Polònia amb 7 punts de 9, un punt per davant de Jolanta Zawadzka. El 2017, fou sisena al Campionat d'Europa femení a Riga (la campiona fou Nana Dzagnidze).

### Controvèrsia amb el reglament el 2008

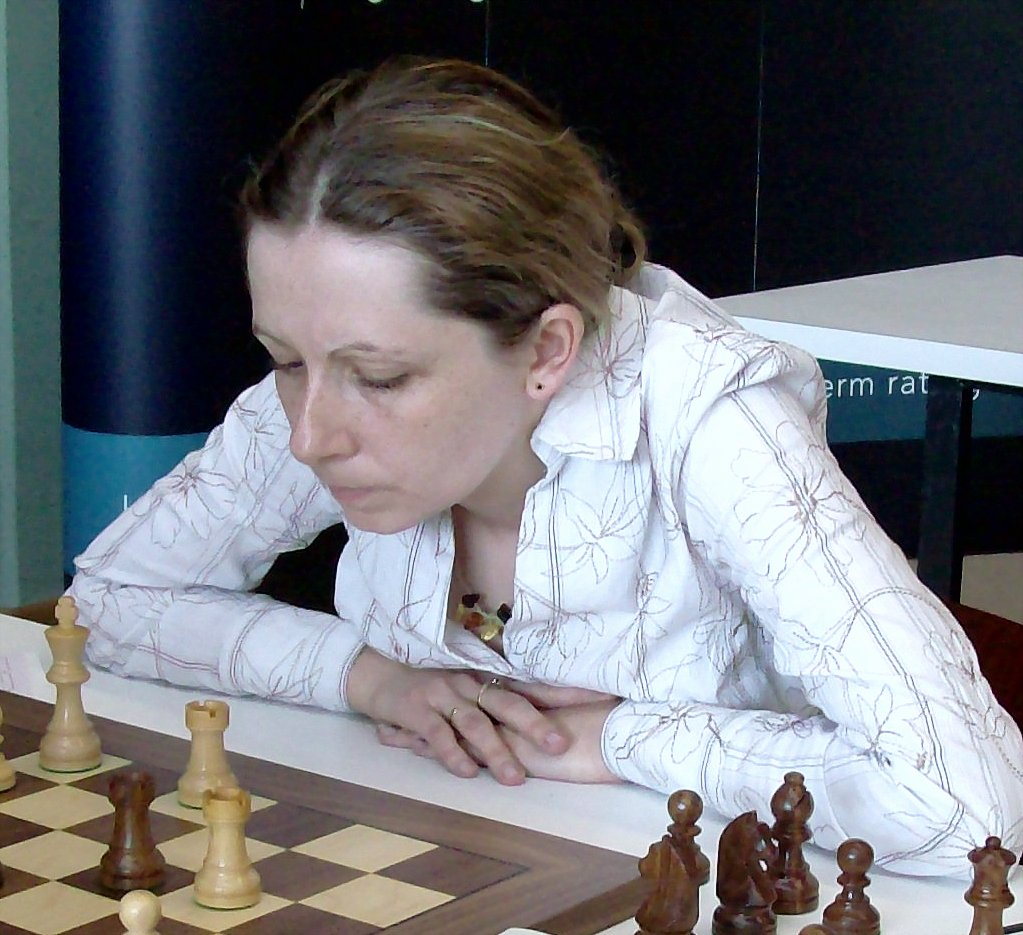
Monika Soćko

Al Campionat del món femení de 2008 va estar involucrada en una partida que va derivar en una disputa sobre la interpretació de les regles dels escacs de la FIDE. En una partida per sistema Armageddon necessitava la victòria per avançar a la següent ronda. La partida va arribar a una posició en què ambdues jugadores tenien el rei i un cavall, en la qual l'escac i mat és possible però no pot ésser forçat. La seva oponent no va poder superar el control de temps, i com que el mat no podia ser forçat amb aquest material, l'àrbitre inicialment va decretar que la partida acabava en taules, i per tant, la seva oponent era la qui avançava a la propera ronda. Soćko va recórrer, incidint en què les regles diuen que el que importa no és si el mat pot o no ser forçat, sinó si és possible. L'àrbitre va comparar la possible posició de mat amb un mat d'ajuda, en què el defensor ha de cooperar perquè es doni el mat. Soćko va guanyar el recurs, i fou ella qui avançà a la següent ronda.